# 第比利斯卡亞區

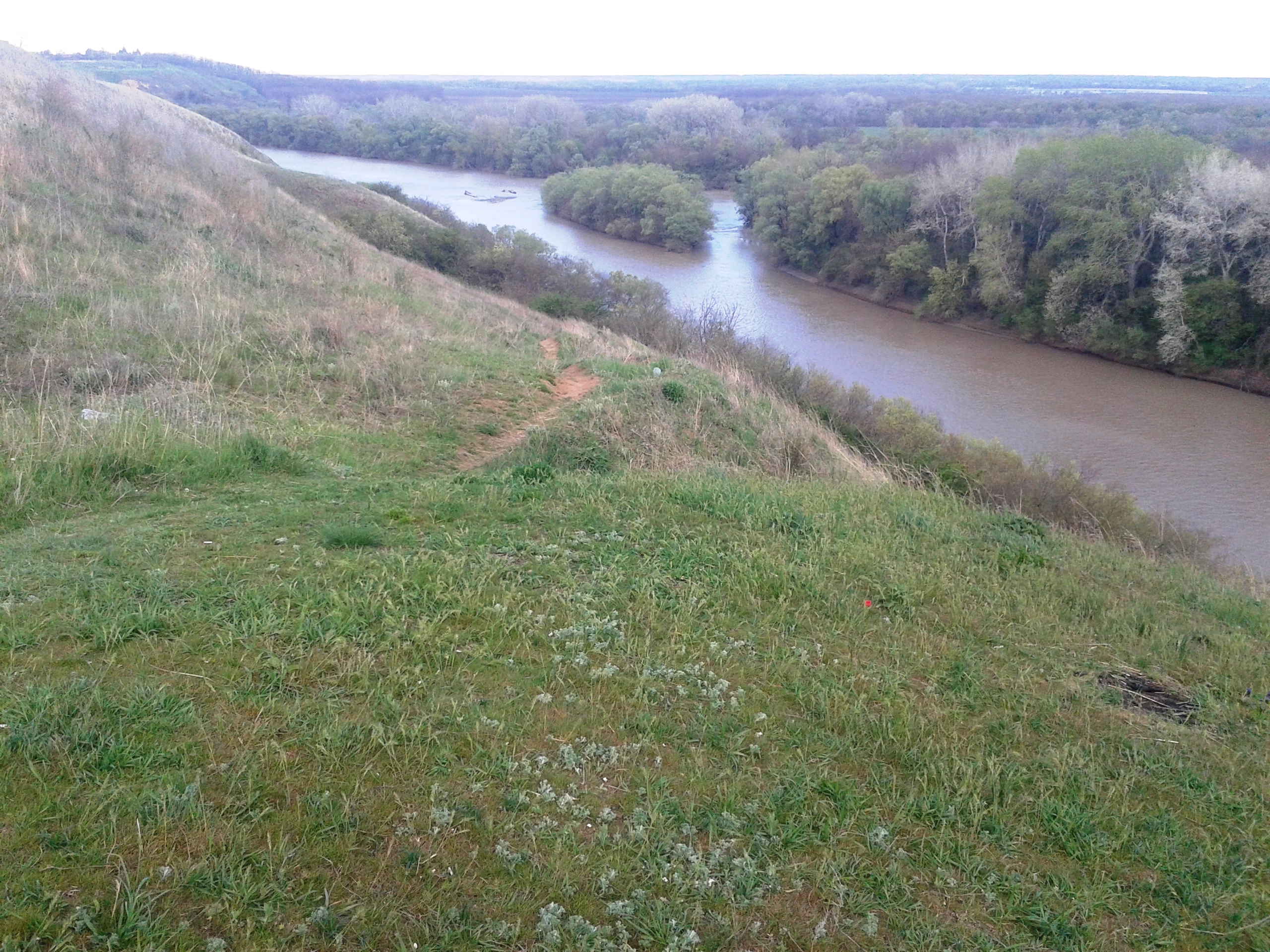

45°22′N 40°12′E / 45.367°N 40.200°E
第比利斯卡亞區（俄语：Тбилисский район），是俄羅斯的一個區，位於該國西南部，由克拉斯諾達爾邊疆區負責管轄，面積992平方公里，2010年人口48,536，人口密度每平方公里48.93人。